# Bolken
Bolken (toponimo tedesco) è un comune svizzero di 571 abitanti del Canton Soletta, nel distretto di Wasseramt.